# Carlo Meliciani

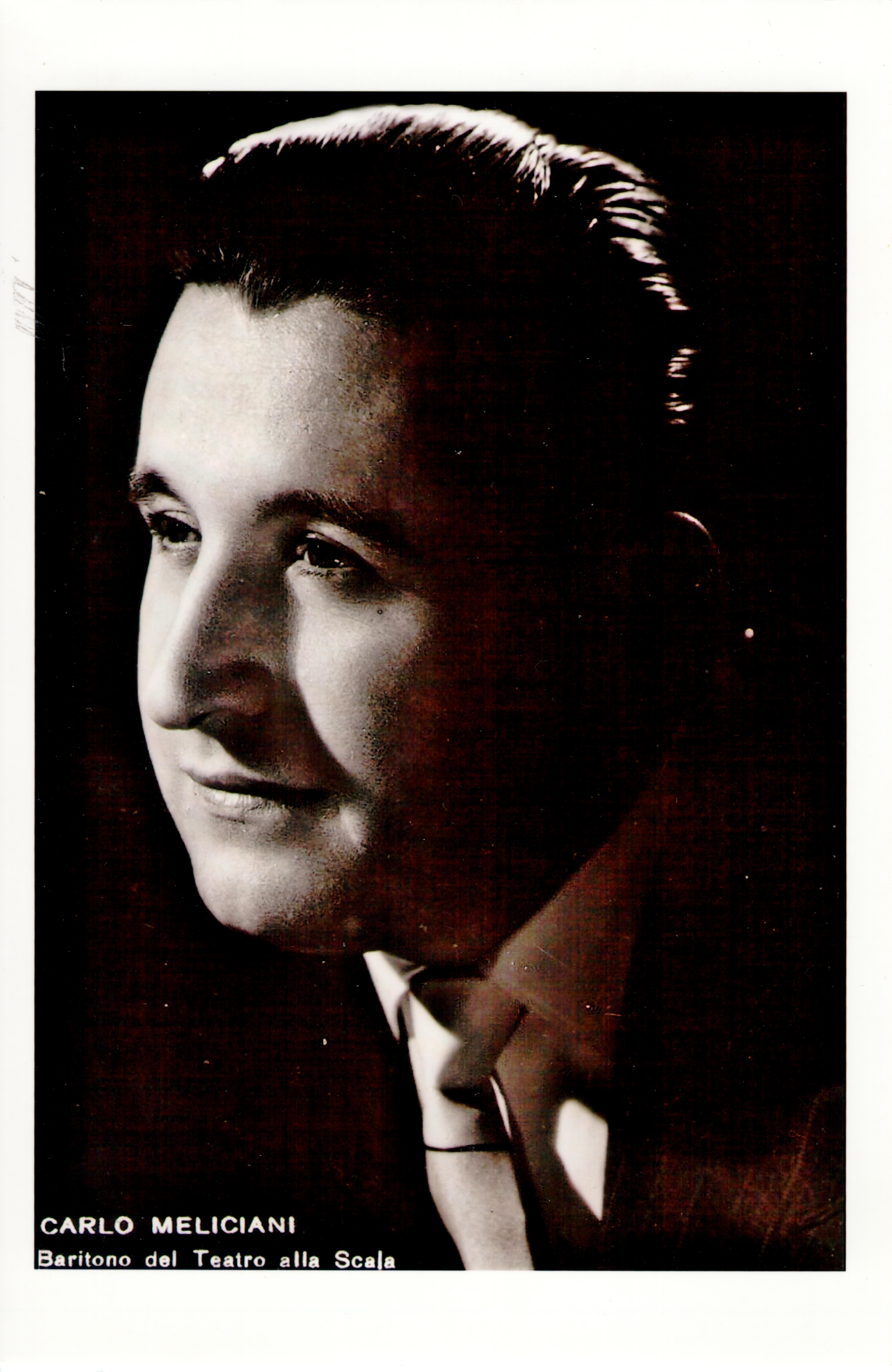
Carlo Meliciani

Carlo Meliciani (* 27. Januar 1929 in San Leo di Arezzo; † 6. Januar 2022 in Empoli) war ein italienischer Opernsänger (Bariton).

## Leben

### Ausbildung und Anfänge
Carlo Meliciani wurde als Sohn der Eheleute Giuseppe und Consiglia Meliciano, geborene Peruzzi, geboren. Er begann sehr früh das Gesangsstudium mit technischem Unterricht bei Lidia Bizelli und Solfeggio-Unterricht bei Tommaso Stendardi, dem musikalischen Leiter der „Società Corale Guido Monaco“ und des Liceo Musicale der Stadt Arezzo. Nachdem er die ersten vom Chor „Guido Monaco“ organisierten Konzerte gegeben hatte, ging er nach Rom zu einem Vorsingen bei Beniamino Gigli, der sich erbot, ihn zu unterrichten, ein Angebot, das Meliciani jedoch nicht annehmen konnte, da er zu diesem Zeitpunkt noch einer geregelten, nichtkünstlerischen Arbeit nachging. Gigli riet ihm, für weitere Studien nach Mailand zu gehen, um dort Unterricht bei Piero Biasini (1899–1973) und bei dem berühmten italienischen Bariton Carlo Tagliabue (1898–1978) zu nehmen. Bei Tagliabue verfeinerte er insbesondere seine Gesangstechnik und erwarb Stimmsicherheit.
Im März 1954 gewann er einen von der RAI organisierten Opernwettbewerb und im Juni desselben Jahres gewann er auch den AsLiCo-Gesangswettbewerb, einen Wettbewerb für junge Opernsänger, in dessen Rahmen er auch sein Bühnendebüt in der Rolle des Tonio in I Pagliacci gab. Im Dezember 1954 debütierte er, im Alter von 25 Jahren, in der Rolle des Enrico in Lucia di Lammermoor am Teatro Massimo in Palermo. 1956 unternahm er mit einer italienischen Operntruppe eine England-Tournee.

### Karriere an der Mailänder Scala
In der Saison 1959/60 wurde er an die Mailänder Scala engagiert, wo er im April 1960 als Kanzler Ping in Turandot debütierte. An der Mailänder Scala sang er bis Anfang der 80er Jahre zahlreiche große, später auch kleinere Partien. Im Mai 1961 sang er in einer Lucia di Lammermoor-Festaufführung zu Ehren von Königin Elizabeth II. den Enrico, mit Antonino Votto am Pult sowie Joan Sutherland (Lucia) und Gianni Raimondi (Edgardo) als Partnern. 1962 sang er an der Mailänder Scala bei einer Aufführung von La Favorita zu Ehren des französischen Präsidenten Charles de Gaulle die Rolle des Alfonso XI, mit Giulietta Simionato (Eleonora) und Gianni Raimondi (Fernando) als Partnern.
Zur Eröffnung der Saison 1965/66 sang er den Don Carlo in La forza del destino. In der Saison 1969/70 hatte er große Erfolge als Don Carlo in Ernani an der Seite von Plácido Domingo und Raina Kabaivanska.
An der Mailänder Scala wirkte er auch in zwei Uraufführungen mit, in Il Calzare d’Argento von Ildebrando Pizzetti im März 1961 (mit Giuseppe Di Stefano und Rosanna Carteri) und in Il Buon Soldato Sveijk von Guido Turchi im April 1962. Seine letzten Auftritte an der Mailänder Scala hatte Meliciano in der Saison 1982/83.

### Gastspiele
Meliciani gastierte regelmäßig an den großen italienischen Opernhäusern. Er trat am Teatro Verdi in Triest, am Teatro Petruzzelli in Bari, am Teatro Comunale di Bologna (1961 als Rigoletto), am Teatro Comunale di Firenze (1965 als Rigoletto) und am Teatro Massimo in Palermo auf. Auch an Opernhäusern in der italienischen Provinz hatte er regelmäßige Auftritte.
1960/61 sang er in den Caracalla-Thermen den Rigoletto, 1973 in der Arena di Verona den Paolo in Simone Boccanegra. 1961 trat er am Teatro Liceu in Barcelona auf. Er gastierte außerdem an der Griechischen Nationaloper in Athen, am Teatro Nacional de São Carlos in Lissabon (als Ping in Turandot, an der Seite von Birgit Nilsson und Franco Corelli) und in der Schweiz.
1962 sang er am Opernhaus von Mexiko-Stadt. 1968 gab er sein USA-Debüt als Amonasro in Aida am Opernhaus von Philadelphia, wo er auch 1970 (als Rigoletto, neben Roberta Peters als Gilda) und 1971 (wieder als Amonasro, mit Richard Tucker als Radamès) auftrat. 1970 war er an der Connecticut Opera in Hartford zu hören.

### Späte Jahre
1985 sang er am Teatro Margherita in Genua eine kleine Rolle in einer Produktion von Andrea Chénier. Nach Beendigung seiner Gesangskarriere widmete er sich der Gesangsausbildung junger Sänger. Zu seinen Schülern gehören u. a. die Baritone Giuseppe Riva und Luca Salsi.
Carlo Meliciani starb im Januar 2022 im Alter von 92 Jahren in Empoli.

## Repertoire, Stimme und Tonaufnahmen
Meliciani gehörte insbesondere in den 1960er Jahren zu den beliebtesten und hochgeschätzten italienischen Baritonen. Er besaß eine individuell timbrierte, voluminöse, aber trotzdem leichte Bariton-Stimme, die sich durch eine sichere Technik und großzügige Phrasierung auszeichnete.
Zu seinem Repertoire gehörten Rollen wie Enrico (Lucia di Lammermoor), Tonio (Pagliacci), Figaro (Il barbiere di Siviglia), Alfonso XI (La Favorita), die Verdi-Rollen Amonasro (Aida), Giorgio Germont (La Traviata), Nabucco, Graf Luna (Il trovatore) und Rigoletto, aber auch Scarpia in Tosca und Carlo Gérard in Andrea Chénier. Gegen Ende seiner Karriere sang er zahlreiche Charakterpartien.
Seine Stimme ist durch mehrere Rundfunkmitschnitte und Live-Aufnahmen erhalten.